# Ouragan Diane
L'ouragan Diane a été l'un des plus coûteux de l'histoire des États-Unis, jusqu'au passage de l'ouragan Betsy en 1965.

## Évolution météorologique
L'ouragan Diane est né d'une onde tropicale observée pour la première fois sous forme de dépression tropicale le 7 août entre les Petites Antilles et le Cap-Vert. Le système s'est déplacé généralement vers l'ouest-nord-ouest, s'intensifiant en une tempête tropicale le 9 août. Le lendemain, le Weather Bureau a commencé à émettre des bulletins. Les navires dans la région ont signalé des vents soutenus de 72 km/h).
Le 11, un avion chasseur d'ouragans n'a signalé aucune augmentation de l'intensité de Diane qui était restée désorganisée. La tempête a interagi avec l'ouragan Connie à son nord-ouest dans un processus connu sous le nom d'effet Fujiwara, dans lequel Diane s'est tournée vers le nord. Une intensification rapide s'est ensuivie, potentiellement due à l'interaction avec une dépression à noyau froid qui a augmenté l'instabilité atmosphérique. Le 12 août, la tempête s'est rapidement intensifiée en ouragan.
À son apogée, Diane a développé un œil bien défini d'environ 48 km de diamètre, décrit par les avions de reconnaissance comme prenant la forme d'une « tasse de thé inversée ». Les vents les plus forts étaient situés dans le quadrant nord-est, où il y avait un minimum de pression secondaire situé à 100 km au nord-est de l'œil. Après s'être déplacée vers le nord pendant environ une journée, Diane a repris son mouvement vers l'ouest le 13 août, après que l'ouragan Connie au nord-ouest se soit affaibli. Ce jour-là, Diane a atteint sa pression la plus basse de 969 hPa et des vents soutenus de 170 km/h après réanalyse météorologique alors qu'initialement il avait été analysé à 195 km/h.
L'ouragan a maintenu ses vents de pointe pendant environ 12 heures puis s'est affaibli en raison de l'air plus frais dans la région. Le 15 août, l'œil était devenu mal défini et les vents s'faiblirnt régulièrement. À mesure qu'il approchait de la terre, son centre s'est détérioré, avec des précipitations minimales près du centre. L'œil a été observé sur un radar météorologique installé en juillet 1955. Le 17 août, Diane a touché la côte près de Wilmington (Caroline du Nord). La pression centrale a été estimée à 986 hPa et des vents légèrement inférieurs à l'intensité de l'ouragan, seulement cinq jours après que l'ouragan Connie ait frappé la même zone.
Diane s'est rapidement affaiblie en tempête tropicale en passant sur le relief montagneux du centre de la Caroline du Nord mais sa zone de précipitation s'est étendue bien à l'intérirure des terres. La trajectoire s'est tourné vers le nord, puis le nord-est, passant à travers la Virginie tout en restant un cyclone tropical. La convection s'est redéveloppée à mesure que la tempête s'approchait à nouveau de la côte atlantique. Diane a traversé les états du Mid-Atlantic, quittant le New Jersey le 19 août vers l'océan Atlantique, passant au sud-est de New York et continuant parallèlement à la côte sud de la Nouvelle-Angleterre, la tempête a ensuite accélérée vers l'est-nord-est, devenant extratropicale le 21 août.
Passant ensuite au sud et à l'est de Terre-Neuve, les restes de Diane ont accéléré et se sont légèrement renforcés en se déplaçant vers le nord-est. Tard le 23 août, la tempête s'est dissipée entre le Groenland et l'Islande.

## Impact

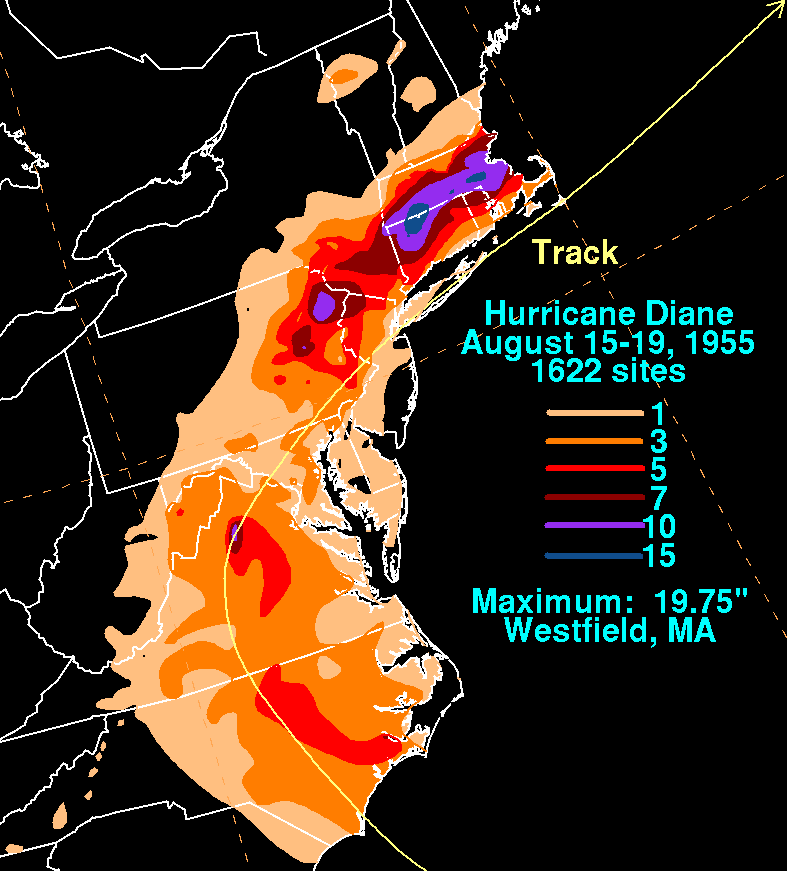
Précipitations totales avec l'ouragan Diane.

La trajectoire de l'ouragan Diane sur l'est des États-Unis a entraîné de fortes précipitations, alimentées par un air inhabituellement humide résultant de températures de surface de la mer anormalement élevées.
Les pires inondations se sont produites dans l'est de la Pennsylvanie, le nord du New Jersey, le sud-est de l'État de New York et le sud de la Nouvelle-Angleterre. Sur les 287  jauges fluviales de la région, 129 ont signalé des niveaux records au cours de l'événement. De nombreux cours d'eau ont signalé des taux de décharge de plus du double des records précédents. La plupart des inondations se sont produites le long de petites rivières qui ont atteint le stade d'inondation en quelques heures, affectant en grande partie les zones peuplées, soit environ 30 millions de personnes. Dans l'ensemble, 813 maisons ont été détruites, dont 14 000 fortement endommagées. Les dommages causés par les tempêtes ont forcé le relogement de plus de 35 000 familles.Les inondations ont également coupé l'infrastructure et affecté plusieurs camps d'été.
Les dommages aux services publics ont été estimés à 79 millions de dollars. Les inondations dans les zones rurales ont entraîné des glissements de terrain dans les montagnes, tandis que les récoltes détruites ont coûté environ 7 millions de dollars. Des centaines de kilomètres de routes et de ponts ont également été détruits, représentant 82 millions de dollars. Les dommages causés par les vents de Diane furent généralement mineurs. Au total, l'ouragan a causé 831,7 millions de dollars de dégâts, dont 600 millions en Nouvelle-Angleterre, ce qui en faisait l'ouragan le plus coûteux de l'histoire américaine à l'époque.
En tenant compte des pertes indirectes, telles que la perte de salaire et de revenus commerciaux, Diane a été décrite comme le « premier ouragan d'un milliard de dollars ». Cela a contribué à ce que 1955 soit la saison des ouragans de l'Atlantique la plus coûteuse jamais enregistrée à l'époque. Dans l'ensemble, il y a eu au moins 184 décès, possiblement jusqu'à 200.

### Nouvelle-Angleterre

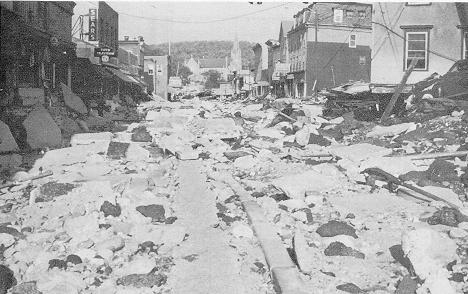
Dégâts par inondations à Winsted (Connecticut) à la suite de Diane.

Diane a produit de fortes précipitations après avoir recourbé à l'intérieur des terres, établissant des records de précipitations dans plusieurs régions. Windsor Locks, Connecticut a signalé 306 mm sur une période de 23 heures alors que le cumul de la station, située près de Hartford, était de 135 mm plus élevé que le record de précipitations sur 24 heures à Hartford,. Certains endroits le long de la rivière Housatonic ont reçu jusqu'à 19 mm par heure sur 24 heures. Le total le plus élevé de l'État était de 428 mm dans une station près de Thorinton. Il s'agit des précipitations les plus élevées jamais enregistrées dans l'État.
Les accumulations les plus élevées aux États-Unis liées à la tempête furent de 502 mm à Westfield (Massachusetts) établissant un record pour cet l'État ainsi que dans toute la Nouvelle-Angleterre. D'autres maxima de précipitations à l'échelle d'un État en Nouvelle-Angleterre comprenaient 215 mm à Greenville (Rhode Island), 110 mm) à Essex Junction (Vermont), 84 mm à Fitzwilliam (New Hampshire) et 16 mm au barrage de Long Falls dans le Maine. Dans toute la Nouvelle-Angleterre, 206 barrages ont été endommagés ou détruits, principalement dans la région au sud de Worcester (Massachusetts). Environ 7 000 personnes ont été blessées dans toute la Nouvelle-Angleterre, dont la plupart dans le Connecticut.

## Épilogue
Après la catastrophe, le nom de Diane ne sera plus jamais utilisé dans le bassin atlantique.